# Fan Zhiyi
Fan Zhiyi (范志毅S, Fàn ZhìyìP; Shanghai, 22 gennaio 1970) è un ex calciatore cinese, di ruolo difensore.

## Carriera
Nel 2001 è stato eletto, grazie alle sue prestazioni, calciatore asiatico dell'anno. Oltre a questo ha vinto anche altri riconoscimenti, come quello di calciatore cinese dell'anno nel 1995 e quello di Pallone d'oro cinese nel 1995 e nel 1996.

## Palmarès

### Club
- Campionato cinese: 1

Shanghai Shenhua: 1995
- Coppa della Cina: 1

Shanghai Shenhua: 1998
- Supercoppa di Cina: 1

Shanghai Shenhua: 1996

### Individuale
- Calciatore asiatico dell'anno: 1

2001